# Copa Brasil de Clubes de Handebol
A Copa Brasil de Clubes de Handebol é disputada pelos times de diversas regiões do Brasil e é uma das principais competições da Confederação Brasileira de Handebol, depois da Liga Nacional. 
A competição é realizada em tiro curto o que permite o encontro das melhores equipes regionais de Handebol contra tradicionais equipes como Pinheiros, Metodista, Maringá e Londrina. É organizada pela Confederação Brasileira de Handebol (CBHb).Sua ultima edição da competição aconteceu em 2017.

## Edições
| Ano         | Campeão                                  | Vice-Campeão              | Local         |
| ----------- | ---------------------------------------- | ------------------------- | ------------- |
| 1997        | Metodista                                |                           | Chapecó       |
| 1998 a 2000 | Não Houve                                | Não Houve                 | Não Houve     |
| 2001        | Metodista                                | São Caetano               | Chapecó       |
| 2002        | Pinheiros                                | São Caetano               | Brasília      |
| 2003        | Metodista                                | Handebol Maringá          | Florianópolis |
| 2004        | ALE Londrina                             | Pinheiros                 | Londrina      |
| 2005        | ALE Londrina                             | Pinheiros                 | Londrina      |
| 2006        | Pinheiros                                | Metodista                 | Blumenau      |
| 2007        | Metodista                                | Pinheiros                 | São Carlos    |
| 2008        | ALE Londrina                             | Metodista                 | São Bernardo  |
| 2009        | ALE Londrina                             | Handebol Maringá          | Brasília      |
| 2010        | Handebol Maringá                         | Clube Português do Recife | Juiz de Fora  |
| 2011        | FAE Blumenau/Foz do Brasil/FMD           | Handebol Maringá          | Juiz de Fora  |
| 2012        | UNOESC/Chapecó                           | FMEL/Itajai               | Chapecó       |
| 2013        | Handebol Maringá                         | ALE Londrina              | Maringá       |
| 2014        | Vila Olímpica Mato Alto                  | AD Juiz de Fora           | Serra         |
| 2015        | Vila Olímpica Mato Alto                  | ALE Londrina              | Maringá       |
| 2016        | ADJF/Independência Trade/Uninassau/Sport | CAIC/GHC/Codó             | Teresina      |
| 2017        | Elite/America                            | Clube Português do Recife | Maceió        |
| 2018 e 2019 | Não Houve                                | Não Houve                 | Não Houve     |

## Títulos

### Por equipe
| Clube                     | Títulos | Vices | Anos dos Títulos        | Anos em que foi vice |
| ------------------------- | ------- | ----- | ----------------------- | -------------------- |
| Metodista                 | 4       | 2     | 1997, 2001, 2003 e 2007 | 2006 e 2008          |
| ALE Londrina              | 4       | 2     | 2004, 2005, 2008 e 2009 | 2013 e 2015          |
| Pinheiros                 | 2       | 3     | 2002 e 2006             | 2004, 2005 e 2007    |
| Handebol Maringá          | 2       | 3     | 2010 e 2013             | 2003, 2009 e 2011    |
| Vila Olímpica Mato Alto   | 2       | 0     | 2014 e 2015             |                      |
| AD Juiz de Fora           | 1       | 1     | 2016                    | 2014                 |
| Elite/America             | 1       | 0     | 2017                    |                      |
| UNOESC                    | 1       | 0     | 2012                    |                      |
| Blumenau                  | 1       | 0     | 2011                    |                      |
| Clube Português do Recife | 0       | 2     |                         | 2010 e 2017          |
| São Caetano               | 0       | 2     |                         | 2001 e 2002          |
| CAIC                      | 0       | 1     |                         | 2016                 |
| FMEL                      | 0       | 1     |                         | 2012                 |

1. ↑  A ADC Metodista é herdeira dos títulos da AAA Metodista.

## Ligações Externas
- Confederação Brasileira de Handebol

1. ↑  «Metodista fatura copa brasil de handebol». folhadelondrina.com.br. 2 de julho de 2001. Consultado em 31 de maio de 2020
2. ↑  «Londrina fica em terceiro lugar na Copa Brasil». folhadelondrina.com.br. 28 de abril de 2002. Consultado em 31 de maio de 2020
3. ↑  «Metodista/São Bernado conquista invicta titulo da Copa Brasil». uol.com.br. 19 de abril de 2003. Consultado em 31 de maio de 2020
4. ↑  «Unifil/Londrina é bicampeão da Copa Brasil». folhadelondrina.com.br. 20 de março de 2005. Consultado em 31 de maio de 2020
5. ↑  «Metodista fica em segundo lugar na Copa Brasil». portal.metodista.com.br. 26 de junho de 2006. Consultado em 31 de maio de 2020
6. ↑  «Metodista fica com o titulo da Copa Brasil». sãocarlos.sp.gov.br. 23 de abril de 2007. Consultado em 31 de maio de 2020
7. ↑  «Metodista é vice na Copa Brasil». fphand.com.br. 8 de junho de 2008. Consultado em 31 de maio de 2020
8. ↑  «Londrina é campeão da Copa Brasil». gazetadopovo.com.br. 21 de junho de 2009. Consultado em 31 de maio de 2020
9. ↑  «Taça vai para Maringá». ufjf.br. 28 de novembro de 2010. Consultado em 31 de maio de 2020
10. ↑  «Handebol masculino de Blumenau é campeão da Copa Brasil». fchb.com.br. 16 de julho de 2011. Consultado em 31 de maio de 2020
11. ↑  «Itajaí é vice-campeão da Copa Brasil». fmel.itajai.sc.gov.br. 9 de julho de 2012. Consultado em 31 de maio de 2020
12. ↑  «Maringá vence Londrina e é tricampeão da Copa Brasil». paranahandebol.com.br. 9 de julho de 2013. Consultado em 31 de maio de 2020